# Grèbe à face blanche
Aechmophorus clarkii
Espèce
Répartition géographique
Statut de conservation UICN

 LC  : Préoccupation mineure
Le Grèbe à face blanche (Aechmophorus clarkii) est une espèce de grèbes du continent nord américain.

## Description
Cet oiseau mesure environ 64 cm de longueur. Il ressemble beaucoup au Grèbe élégant mais en diffère par la couleur jaune orange et la forme légèrement incurvée de son bec, la calotte noire ne descendant généralement pas jusqu'au niveau des yeux, le dos et les flancs plus pâles ainsi que la bande alaire blanche de chaque aile plus étendue (caractère visible surtout en vol).

## Sous-espèces
- Aechmophorus clarkii transitionalis Dickerman, 1986 : Canada et États-Unis ;
- Aechmophorus clarkii clarkii (Lawrence, 1858) : Mexique.